# The Lucy poems

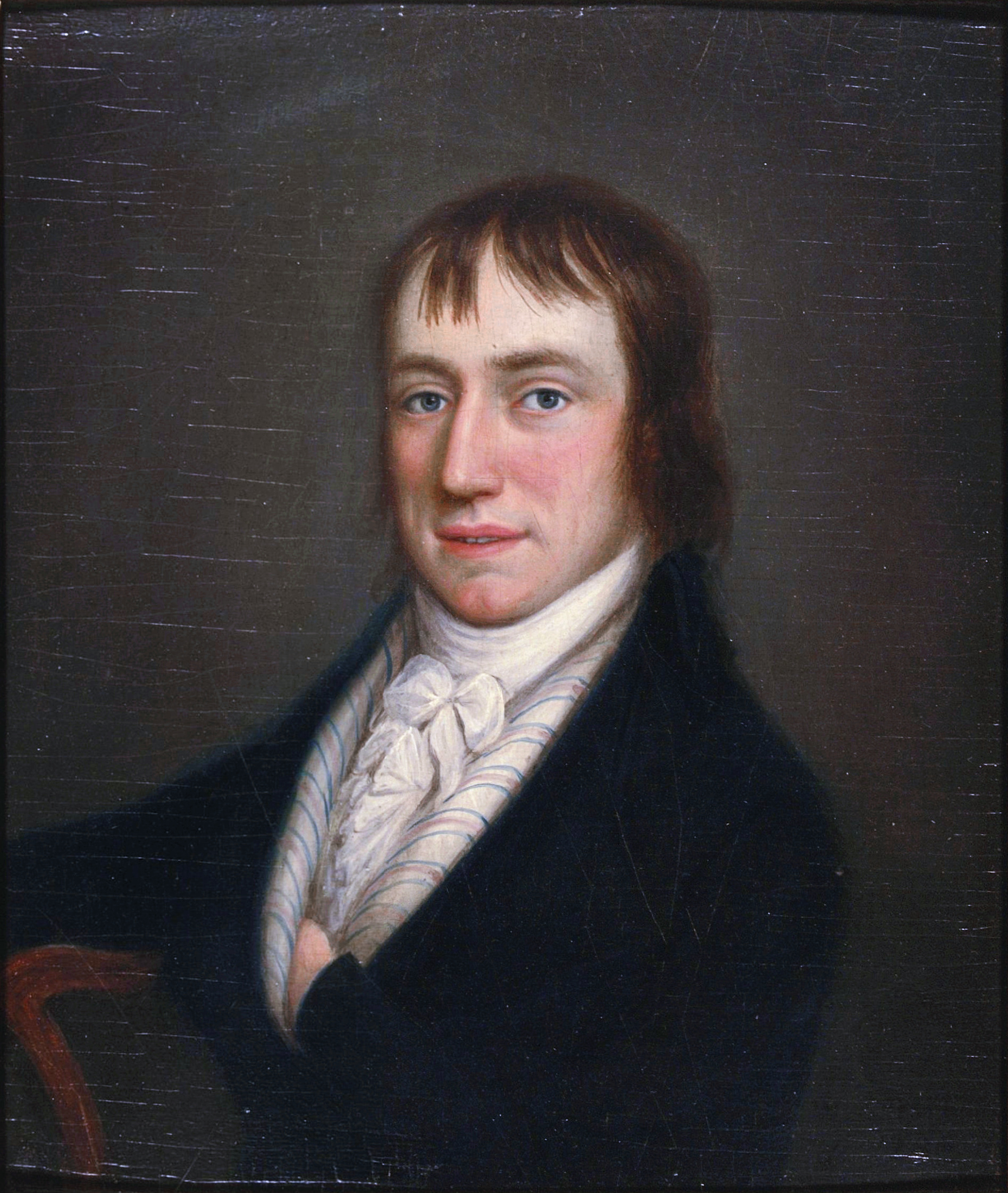
William Shuter, Portrait of William Wordsworth, 1798.

I The Lucy poems sono una serie di cinque poesie composte dal poeta romantico inglese William Wordsworth tra il 1798 e il 1801. Tutte le poesie, tranne una, sono state pubblicate nella seconda edizione delle Ballate liriche, opera realizzata insieme a Samuel Taylor Coleridge, prima pubblicazione importante di Wordsworth e pietra miliare del movimento romantico inglese delle origini. In questa serie l'autore si cimenta nello scrivere versi semplici e basati sugli astratti ideali di bellezza, natura, desiderio e morte.
Le poesie furono composte durante un breve periodo durante il quale il Wordsworth visse in Germania. Sebbene i componimenti trattino individualmente di diversi temi, trovano la propria caratteristica comune nel desiderio del poeta nei confronti della compagnia del suo amico Coleridge, il quale aveva viaggiato con lui in Germania, stabilendosi tuttavia nella cittadina universitaria di Gottinga. I componimenti, inoltre, hanno in comune una crescente impazienza dell'autore nei riguardi della sorella Dorothy, che aveva viaggiato con Wordsworth all'estero. Wordsworth esamina l'amore non corrisposto del poeta per il personaggio idealizzato di Lucy, una ragazza inglese morta giovane. L'idea della morte della giovane grava pesantemente sul poeta nel corso di tutta la serie, infondendo ad essa un tono malinconico ed elegiaco.

Se il personaggio di Lucy fosse basato su una donna reale oppure frutto dell'immaginazione dell'autore è stato a lungo oggetto di dibattito tra gli studiosi. In generale reticente sulle proprie poesie, Wordsworth non ha mai rivelato i dettagli dell'origine o dell'identità di Lucy. Alcuni studiosi ipotizzano che il personaggio di Lucy trovi ispirazione dalla sorella del poeta, Doroty, mentre altri la vedono come un soggetto fittizio o comunque ibrido. Ad ogni modo, la maggior parte dei critici concorda sul fatto che Lucy sia uno strumento letterario sul quale il poeta medita e riflette.
La serie dei Lucy poems è composta dalle poesie:
1. Strange fits of passion have I known
2. She dwelt among the untrodden ways
3. I travelled among unknown men
4. Three years she grew in sun and shower
5. A slumber did my spirit seal.